# پیتر زندل
«پیتر سندل» (زاده ۶ مارس ۱۹۷۲) یک آلمان biathlete سابق است. در  المپیک ۱۹۹۸ در ناگانو، سندل عضوی از تیم آلمان بود که مدال طلا را به دست آورد. بعدها او مدال نقره امدادی را از  المپیک ۲۰۰۲ در سالت لیک سیتی به دست آورد. سندل در سال ۲۰۰۴ به عنوان ورزشکار بیاتل بازنشسته شد.